# پایگاه هواپیمای دریایی وستساوند/دبلیو اس ایکس
پایگاه هواپیمای دریایی وستساوند/دبلیو اس ایکس  (به انگلیسی: Westsound/WSX Seaplane Base) یک فرودگاه خصوصی با کد یاتا WSX است که یک باند فرود آب دارد و طول باند آن ۱۲۱۹ متر است. این فرودگاه در کشور ایالات متحده آمریکا قرار دارد و در ارتفاع ۰ متری از سطح دریا واقع شده است.